# Bolitoglossa flaviventris
Bolitoglossa flaviventris är en groddjursart som först beskrevs av Schmidt 1936.  Bolitoglossa flaviventris ingår i släktet Bolitoglossa och familjen lunglösa salamandrar. IUCN kategoriserar arten globalt som starkt hotad. Inga underarter finns listade.